# 内尔森·弗莱雷
内尔森·若泽·平托·弗莱雷（葡萄牙語：Nelson José Pinto Freire，葡萄牙語發音：[ˈnɛw.sõ ˈfɾɐj.ɾɨ]；1944年10月18日—2021年11月1日），巴西钢琴家。他被认为是他这代中最伟大的钢琴家之一，以其“优雅的钢琴演奏”和“诠释深度”而闻名。弗莱雷作为独奏家，与柏林爱乐乐团、伦敦交响乐团、皇家音乐厅管弦乐团和纽约爱乐乐团等著名乐团有过合作。他还与长期的音乐伙伴及私人朋友玛塔·阿格里奇一起演奏并录制钢琴二重奏音乐。

## 生平
内尔森·弗莱雷出生于巴西博阿埃斯佩兰萨，三岁开始学琴，四岁即登台演出，表演的是莫扎特第11琴奏鸣曲。1957年在里约热内卢参加国际钢琴比赛获第七名，决赛中演奏的是贝多芬“皇帝”协奏曲。随后获巴西总统库比契克授予的奖学金，前往奥地利师从布鲁诺·赛德霍弗尔。1964年，弗莱雷在里斯本举办的维阿纳·达·莫塔国际音乐比赛中获第一名（与克拉伊涅夫并列）。
20世纪60和70年代，弗莱雷的音乐事业十分成功，但是之后逐渐减少了音乐会演出。经过长时间休整，弗莱雷近年来发布了肖邦、舒曼、勃拉姆斯等人作品的唱片，多有好评。人们对他录制的贝多芬钢琴奏鸣曲褒贬不一，而钢琴家菲利普·卡萨尔等人对此评价颇高。
弗莱雷深居简出，除了音乐会很少接受采访等公开活动。不时和钢琴家好友阿赫里奇一起钢琴二重奏。
弗莱雷于2021年11月1日在巴西里约热内卢的家中因摔倒而去世，享年77岁。

## 作品節選

### 商業錄音
- (CD). 20世紀偉大鋼琴家（英语：Great Pianists of the 20th Century） 29. Philips Classics. 456 781-2.